# Ronde van Spanje 2010/Twaalfde etappe
De twaalfde etappe van de Ronde van Spanje 2010 werd verreden op donderdag 9 september 2010. Het is een vlakke rit van Andorra la Vella naar Lleida over een afstand van 175 km.

## Verslag
Een groep van negen renners reed op kop in deze vlakke rit, maar werd door de sprintersploegen netjes op tijd gegrepen. Een massasprint was het logische gevolg. In die sprint etaleerde Team HTC-Columbia zijn klasse: Matthew Goss loodste zijn kopman en topspurter Mark Cavendish naar zijn eerste echte ritzege in de Vuelta, waardoor deze laatste nu in alle drie de Grote Rondes etappes heeft gewonnen. Tyler Farrar sprintte naar de tweede plaats. Goss werd nog derde. Enkel in het puntenklassement veranderde er iets: Cavendish nam de groene trui over van Igor Antón, die wel leider bleef in het algemene klassement en in de combinada. David Moncoutié bleef leider in het bergklassement.

## Uitslagen
| Plaats  | Naam               | Ploeg                   | Tijd     |
| ------- | ------------------ | ----------------------- | -------- |
| Winnaar | Mark Cavendish     | Team HTC-Columbia       | 4u00'30" |
| 2       | Tyler Farrar       | Team Garmin-Transitions | z.t.     |
| 3       | Matthew Goss       | Team HTC-Columbia       | z.t.     |
| 4       | Denis Galimzjanov  | Katjoesja               | z.t.     |
| 5       | Thor Hushovd       | Cervélo                 | z.t.     |
| 6       | Óscar Freire       | Rabobank                | z.t.     |
| 7       | Allan Davis        | Astana                  | z.t.     |
| 8       | Wouter Weylandt    | Quick-Step              | z.t.     |
| 9       | Sébastien Chavanel | La Française des Jeux   | z.t.     |
| 10      | Philippe Gilbert   | Omega Pharma-Lotto      | z.t.     |
|         |                    |                         |          |
| 16      | Theo Bos           | Cervélo TestTeam        | z.t.     |

| Plaats    | Naam              | Ploeg              | Tijd      |
| --------- | ----------------- | ------------------ | --------- |
| Rode trui | Igor Antón        | Euskaltel-Euskadi  | 51u37'45" |
| 2         | Vincenzo Nibali   | Liquigas           | + 0'45"   |
| 3         | Xavier Tondó      | Cervélo            | + 1'04"   |
| 4         | Joaquim Rodríguez | Katjoesja          | + 1'17"   |
| 5         | Ezequiel Mosquera | Xacobeo-Galicia    | + 1'29"   |
| 6         | Marzio Bruseghin  | Caisse d'Epargne   | + 1'57"   |
| 7         | Rubén Plaza       | Caisse d'Epargne   | + 2'07"   |
| 8         | Rigoberto Urán    | Caisse d'Epargne   | + 2'13"   |
| 9         | Nicolas Roche     | AG2R               | + 2'30"   |
| 10        | Fränk Schleck     | Team Saxo Bank     | z.t.      |
|           |                   |                    |           |
| 26        | Jan Bakelants     | Omega Pharma-Lotto | + 8'01"   |
| 27        | Laurens ten Dam   | Rabobank           | + 8'07"   |

## Nevenklassementen
| Plaats      | Naam             | Ploeg                   | Punten |
| ----------- | ---------------- | ----------------------- | ------ |
| Groene trui | Mark Cavendish   | Team HTC-Columbia       | 85     |
| 2           | Tyler Farrar     | Team Garmin-Transitions | 76     |
| 3           | Igor Antón       | Euskaltel-Euskadi       | 75     |
|             |                  |                         |        |
| 4           | Philippe Gilbert | Omega Pharma-Lotto      | 67     |
| 65          | Laurens ten Dam  | Rabobank                | 7      |

| Plaats                | Naam             | Ploeg              | Punten |
| --------------------- | ---------------- | ------------------ | ------ |
| Bolletjestrui (blauw) | David Moncoutié  | Cofidis            | 41     |
| 2                     | Serafín Martínez | Xacobeo-Galicia    | 36     |
| 3                     | Gonzalo Rabuñal  | Xacobeo-Galicia    | 25     |
|                       |                  |                    |        |
| 14                    | Niki Terpstra    | Team Milram        | 5      |
| 18                    | Philippe Gilbert | Omega Pharma-Lotto | 4      |

| Plaats     | Naam              | Ploeg              | Tijd |
| ---------- | ----------------- | ------------------ | ---- |
| Witte trui | Igor Antón        | Euskaltel-Euskadi  | 6    |
| 2          | Xavier Tondó      | Cervélo            | 24   |
| 3          | Ezequiel Mosquera | Xacobeo-Galicia    | 24   |
|            |                   |                    |      |
| 7          | Philippe Gilbert  | Omega Pharma-Lotto | 54   |
| 20         | Laurens ten Dam   | Rabobank           | 119  |

| Plaats | Ploeg             | Tijd       |
| ------ | ----------------- | ---------- |
|        | Caisse d'Epargne  | 154u21'22" |
| 2      | Katjoesja         | + 6'46"    |
| 3      | Euskaltel-Euskadi | + 8'49"    |

## Opgaves
- David Vitoria (Footon-Servetto-Fuji)
- Roy Sentjens (Team Milram) - Niet gestart1

1Sentjens werd door zijn ploegleiding uit koers genomen nadat bekend werd dat er in augustus bij een controle buiten competitie sporen van epo in zijn bloed werden gevonden.
1e etappe ·
2e etappe ·
3e etappe ·
4e etappe ·
5e etappe ·
6e etappe ·
7e etappe ·
8e etappe ·
9e etappe ·
10e etappe ·
11e etappe ·
12e etappe ·
13e etappe ·
14e etappe ·
15e etappe ·
16e etappe ·
17e etappe ·
18e etappe ·
19e etappe ·
20e etappe ·
21e etappe
Startlijst · Eindstanden · Afbeeldingen